# Streetart in Heidelberg
Der Artikel Streetart in Heidelberg listet urbane Kunst im öffentlichen Raum auf, die hauptsächlich im Rahmen des Metropolink-Festivals entstanden ist. Das Festival gibt es seit 2015 und es zählt zu den größten Streetart-Veranstaltungen in Europa. Es findet zwischen Ende Juli und Anfang August statt und dauert bis zu zwei Wochen. Festivalleiter und Kurator ist Pascal Baumgärtner.

## Streetart in Heidelberg
- Karte mit allen Koordinaten:
- OSM |
- WikiMap

Karte mit Bildern: siehe Weblinks
| Nr | Bild | Bezeichnung                                                       | Lage                            | Stadtteil      | Karte | Datierung              | Künstler                                           | Beschreibung                                                                               | Quelle               |
| -- | --- | ----------------------------------------------------------------- | ------------------------------- | -------------- | ----- | ---------------------- | -------------------------------------------------- | ------------------------------------------------------------------------------------------ | -------------------- |
| 1  | viele weitere Bilder |                                                                   | Adenauerplatz Fußgängertunnel   | Altstadt       | Lage  | 2018                   | Marina Volkova                                     |                                                                                            | [ 5 ] [ 6 ]          |
| 2  | | Electrical Box Heidelberg                                         | Akademiestraße 8                | Altstadt       | Lage  | 29. August 2024        | unbekannt                                          |                                                                                            | [ 7 ]                |
| 3  | |                                                                   | Heiliggeiststraße 23            | Altstadt       | Lage  |                        | Felix Falkner aka Force of Nature                  | Felix Falkner ist Mannheimer                                                               | [ 9 ]                |
| 4  | | Metropolink part 31                                               | Plöck 15                        | Altstadt       | Lage  | 1. August 2019         | Julia Benz                                         |                                                                                            | [ 10 ]               |
| 5  | | Me & myselfie                                                     | Plöck 13                        | Altstadt       | Lage  | 23. Mai 2024           | René Buja                                          | René Buja ist in Heidelberg geboren und hat sein Studio bei Speyer.                        | [ 12 ]               |
| 6  | | Full Circle                                                       | Plöck 29                        | Altstadt       | Lage  | 15. August 2024        | Bond Truluv                                        |                                                                                            | [ 7 ] [ 14 ]         |
| 7  | | diversity of heidelberg                                           | Plöck 73                        | Altstadt       | Lage  | 29. August 2024        | Matthias Mross                                     |                                                                                            | [ 7 ]                |
| 8  | | Mythical Creature                                                 | Sandgasse 14/Theaterstraße      | Altstadt       | Lage  | 23. Mai 2024           | LIMOW                                              | LIMOW ist die Abkürzung für „Living in my own world“. Limow lebt in Heidelberg.            | [ 7 ]                |
| 9  | |                                                                   | B37 an der Theodor-Heuss-Brücke | Altstadt       | Lage  | 4. Oktober 2024        | Janis DeMan                                        |                                                                                            | [ 17 ]               |
| 10 | Bildausschnitte |                                                                   | Zollhofgarten 2                 | Bahnstadt      | Lage  |                        | Felix Falkner                                      | westlich der Halle02                                                                       | [ 18 ]               |
| 11 | |                                                                   | Eppelheimer Straße 46           | Bahnstadt      | Lage  | September 2015         | David Hérnandez aka Limow                          | temporär (ehemaliges Gerüst am Tankturm)                                                   | [ 19 ]               |
| 12 | |                                                                   | Güteramtsstraße 11              | Bahnstadt      | Lage  |                        | LIMOW                                              | Das Gebäude wurde abgerissen.                                                              | [ 20 ]               |
| 13 | | Metropolink part 21                                               | Güteramtsstraße 11              | Bahnstadt      | Lage  |                        | 1010                                               | Das Gebäude wurde abgerissen.                                                              | [ 21 ]               |
| 14 | | People                                                            | Alte Eppelheimer Str. 5         | Bergheim       | Lage  | 29. Oktober 2023       | Case Ma'Claim                                      | Stadtwerke Heidelberg „bisher größtes Mural in Heidelberg“                                 | [ 7 ] [ 23 ] [ 24 ]  |
| 15 | | Bleistift                                                         | Alte Eppelheimer Straße 5       | Bergheim       | Lage  | 2024                   | Case Ma'Claim und Stohead, Mina Mania und SweetUno | „höchstes Mural in Heidelberg“                                                             | [ 25 ] [ 26 ]        |
| 16 | |                                                                   | Kurfürstenanlage 42             | Bergheim       | Lage  | 2017                   | Franck Notos aka ZEST                              | Stadtwerke Verwaltungsgebäude                                                              | [ 27 ]               |
| 17 | Bild gesucht Die Wikipedia wünscht sich an dieser Stelle ein Bild vom hier behandelten Ort. Weitere Infos zum Motiv findest du vielleicht auf der Diskussionsseite . Falls du dabei helfen möchtest, erklärt die Anleitung , wie das geht. BW | Metropolink part 17                                               | Bahnhofstraße 63 / Römerkreisel | Bergheim       | Lage, |                        | Jan Paul Müller                                    |                                                                                            | [ 28 ]               |
| 18 | | De-Camouflage (Metropolink part 22)                               | Emil-Maier-Straße 80            | Bergheim       | Lage  |                        | SMASH 137                                          | Hochhaus                                                                                   | [ 1 ]                |
| 19 | |                                                                   | Emil-Maier-Straße               | Bergheim       | Lage  |                        | Markus Genesius aka WOW123                         | Wand hinter Parkplatz                                                                      | [ 1 ]                |
| 20 | | Metropolink part 35                                               | Emil-Maier-Straße 8             | Bergheim       | Lage  | 1. Februar 2016        | Kera1                                              |                                                                                            | [ 29 ]               |
| 21 | | Metropolink part 30                                               | Emil-Meyer-Straße 16            | Bergheim       | Lage  |                        | Matthias Mross                                     | über der Tankstelle                                                                        | [ 30 ]               |
| 22 | | Metropolink part 27                                               | Hauptbahnhof                    | Weststadt      | Lage  |                        | Marcus Genesius und Case bzw. Millo                | oberhalb Burgerking                                                                        | [ 31 ]               |
| 23 | | Metropolink part 26                                               | Hauptbahnhof                    | Weststadt      | Lage  | 2020                   | PichiAvo                                           | Die Entstehung des Murals in der Haupthalle des Hauptbahnhofs wurde im Video festgehalten: | [ 31 ] [ 33 ] [ 34 ] |
| 24 | | Elefant mit Reiter                                                | Kurfürstenanlage 65             | Weststadt      | Lage  |                        | LIMOW                                              |                                                                                            | [ 35 ]               |
| 25 | | Greetings from Heidelberg                                         | Lessingstraße 24                | Weststadt      | Lage  | 29. August 2024        | unbekannt                                          | von der 4-spurigen Brückenunterführung aus einsehbar                                       | [ 7 ]                |
| 26 | | Metropolink part 29                                               | Luisenstraße 3                  | Bergheim       | Lage  | 1. Juli 2020           | WE.N.U Crew                                        |                                                                                            | [ 7 ] [ 36 ]         |
| 27 | | Metropolink part 1                                                | Ringstraße 14                   | Weststadt      | Lage, | 1. Januar 1970 (2017)  | Markus Genesius, Case Ma'Claim                     |                                                                                            | [ 37 ] [ 7 ]         |
| 28 | Bild gesucht Die Wikipedia wünscht sich an dieser Stelle ein Bild vom hier behandelten Ort. Weitere Infos zum Motiv findest du vielleicht auf der Diskussionsseite . Falls du dabei helfen möchtest, erklärt die Anleitung , wie das geht. BW | Metropolink part 9                                                | Otto-Hahn-Straße 1              | Boxberg        | Lage  | 1. Januar 1970 (2017)  | Guido Zimmermann, Marius Ohl                       | nicht gefunden                                                                             | [ 38 ]               |
| 29 | | Metropolink part 8                                                | Emmertsgrund-Passage            | Emmertsgrund   | Lage  | 2015                   | Hendrik Beikirch aka ECB                           |                                                                                            | [ 1 ] [ 39 ]         |
| 30 | | 100th anniversary                                                 | Dossenheimer Landstraße 98      | Handschuhsheim | Lage  | 29. Oktober 2023       | Medianeras                                         | Kaufhaus Niebel                                                                            | [ 7 ]                |
| 31 | Bild gesucht Die Wikipedia wünscht sich an dieser Stelle ein Bild vom hier behandelten Ort. Weitere Infos zum Motiv findest du vielleicht auf der Diskussionsseite . Falls du dabei helfen möchtest, erklärt die Anleitung , wie das geht. BW |                                                                   | Hardtstraße 108                 | Kirchheim      | Lage  |                        | PAU Quintanajornet                                 | Spedition Fels – Auflieger steht davor                                                     | [ 1 ]                |
| 32 | |                                                                   | Hardtstraße 108                 | Kirchheim      | Lage  |                        | Cédric Pintarelli aka SweetUno                     | SweetUno lebt und arbeitet seit 2002 in Heidelberg und Mannheim.                           |                      |
| 33 | |                                                                   | Hardtstraße 108                 | Kirchheim      | Lage  |                        | SweetUno                                           | Spedition Fels                                                                             | [ 1 ]                |
| 34 | |                                                                   | Hardtstraße 108                 | Kirchheim      | Lage  |                        | Unonueve & PAU                                     | Spedition Fels                                                                             | [ 42 ]               |
| 35 | |                                                                   | Hardtstraße 108                 | Kirchheim      | Lage  |                        | Unonueve & PAU                                     | Spedition Fels                                                                             | [ 42 ]               |
| 36 | |                                                                   | Hardtstraße 108                 | Kirchheim      | Lage  |                        | WESR                                               | Spedition Fels                                                                             | [ 42 ]               |
| 37 | |                                                                   | Hardtstraße 108                 | Kirchheim      |       |                        | Jan Paul Müller aka JP                             | Spedition Fels                                                                             |                      |
| 38 | | Metropolink part 34                                               | Hardtstraße 98                  | Kirchheim      | Lage  | 1. September 2016      | Anna Taratielaka OVNI                              | Spedition Fels                                                                             | [ 43 ] [ 42 ]        |
| 39 | Bild gesucht Die Wikipedia wünscht sich an dieser Stelle ein Bild vom hier behandelten Ort. Weitere Infos zum Motiv findest du vielleicht auf der Diskussionsseite . Falls du dabei helfen möchtest, erklärt die Anleitung , wie das geht. BW | Smileys                                                           | Ladenburger Str. 16             | Neuenheim      | Lage  | 27. August 2024        |                                                    | Marktplatz Neuenheim                                                                       |                      |
| 40 | | Seven Deadly Sins – Lust                                          | Mönchhofstraße 27               | Neuenheim      | Lage  | 31. August 2021        | Insane 51                                          |                                                                                            | [ 7 ]                |
| 41 | |                                                                   | Neckarwiese                     | Neuenheim      | Lage  |                        |                                                    | am Toilettenhaus                                                                           |                      |
| 42 | |                                                                   | Neckarorte Römerbad             | Neuenheim      | Lage  | 2024                   |                                                    |                                                                                            |                      |
| 43 | |                                                                   | Skaterpark                      | Neuenheim      | Lage  |                        |                                                    |                                                                                            |                      |
| 44 | | Metropolink part 13 (im Zuge einer Renovierung verloren gegangen) | Uferstraße 5                    | Neuenheim      | Lage  | 10. November 2017      | Daniel Thouw                                       | Daniel Thouw ist gebürtiger Heidelberger.                                                  | [ 45 ]               |
| 45 | | Marsh Fritillary                                                  | Uferstraße 5                    | Neuenheim      | Lage  | 22. Mai 2022           | Mantra                                             |                                                                                            | [ 47 ] [ Anm. 2 ]    |
| 46 | | Everyone has their own strength                                   | Schwanenweg 24                  | Pfaffengrund   | Lage  | 28. Juni 2024          | Hera (von Herakut)                                 |                                                                                            | [ 7 ]                |
| 47 | |                                                                   | Eingang Commissionary           | PHV            | Lage  |                        | Low Bros                                           |                                                                                            | [ 49 ]               |
| 48 | Bild gesucht Die Wikipedia wünscht sich an dieser Stelle ein Bild vom hier behandelten Ort. Weitere Infos zum Motiv findest du vielleicht auf der Diskussionsseite . Falls du dabei helfen möchtest, erklärt die Anleitung , wie das geht. BW | Metropolink part 24                                               | San Jacinto Drive 23            | PHV            | Lage  | 31. August 2018        | Herakut                                            |                                                                                            | [ 50 ]               |
| 49 | Bild gesucht Die Wikipedia wünscht sich an dieser Stelle ein Bild vom hier behandelten Ort. Weitere Infos zum Motiv findest du vielleicht auf der Diskussionsseite . Falls du dabei helfen möchtest, erklärt die Anleitung , wie das geht. BW | Metropolink part 25                                               | San Jacinto Drive 12            | PHV            | Lage  | 31. August 2018        | SAM3                                               |                                                                                            | [ 51 ]               |
| 50 | Bild gesucht Die Wikipedia wünscht sich an dieser Stelle ein Bild vom hier behandelten Ort. Weitere Infos zum Motiv findest du vielleicht auf der Diskussionsseite . Falls du dabei helfen möchtest, erklärt die Anleitung , wie das geht. BW | Metropolink part 32                                               | South Gettysburg Avenue 45      | PHV            | Lage  | 1. Juni 2019           | Low Bros: Christoph and Florin Schmidt             |                                                                                            | [ 7 ]                |
| 51 | | Metropolink part 2                                                | Karlsruher Straße 31            | Rohrbach       | Lage  | 1. Januar 1970 (2017?) | Formula76, SweetUno                                |                                                                                            | [ 1 ] [ 54 ]         |
| 52 | | SpongeBob-Schwammkopf-Stromkasten                                 | Schlierbacher Landstraße        | Schlierbach    | Lage  |                        |                                                    |                                                                                            |                      |
| 53 | | Feuervogel                                                        | Eleonora-Sterling-Straße 8      | Südstadt       | Lage  | 2021                   | Dome und Aerosoul-Crew                             |                                                                                            | [ 55 ]               |
| 54 | |                                                                   | Feuerbachstraße                 | Südstadt       | Lage  |                        |                                                    | Lärmschutzwand am Radweg                                                                   |                      |
| 55 | | Forscherhaus Heidelberg                                           | Elsa-Brändström-Straße 8        | Südstadt       | Lage  | 29. August 2024        | unbekannt                                          |                                                                                            | [ 7 ]                |
| 56 | | Postapokalyptische Visionen des 12. Buches                        | Mark-Twain-Straße 1             | Südstadt       | Lage  | 2022                   | Edgar Flores Saner                                 | Halle am Radweg nördlich der Mark-Twain-Straße                                             | [ 56 ] [ 57 ]        |
| 57 | | Metropolink part 16                                               | Fahrbachweg 7                   | Südstadt       | Lage  | 2016                   | Herakut (Jasmin Siddiqui und Falk Lehmann)         | Die Entstehung des Murals wurde im Video festgehalten:                                     | [ 7 ] [ 3 ]          |
| 58 | | Rehkitz, Metropolink part 15                                      | Philipp-Otto-Runge-Straße 2     | Südstadt       | Lage  | 1. Januar 1970 (2017?) | LIMOW                                              |                                                                                            | [ 7 ] [ 59 ]         |
| 59 | | Metropolink – Matthias Mross                                      | Rheinstraße 12/4                | Südstadt       | Lage  | 9. August 2024         | Matthias Mross                                     | Chapel                                                                                     | [ 7 ]                |
| 60 | | Metropolink part 23 (wegen statischen Problemen abgebaut)         | Rheinstraße 12/4                | Südstadt       | Lage  | 1. August 2018         | Bordalo ll                                         | Chapel                                                                                     | [ 61 ]               |
| 61 | | Wall painting                                                     | Römerstraße 77                  | Südstadt       | Lage  | 29. August 2024        | LIMOW                                              | Willy-Hellpach-Schule                                                                      | [ 7 ]                |
| 62 | viele weitere Bilder |                                                                   | Römerstraße 77                  | Südstadt       | Lage  |                        | LIMOW                                              | Willy-Hellpach-Sporthalle                                                                  |                      |
| 63 | |                                                                   | Römerstraße 77                  | Südstadt       | Lage  |                        |                                                    | Willy-Hellpach-Sporthalle                                                                  |                      |
| 64 | |                                                                   | Römerstraße 77                  | Südstadt       | Lage  |                        |                                                    | Willy-Hellpach-Schule                                                                      |                      |
| 65 | | Papa mit Kind                                                     | Hebelstraße 7/1                 | Weststadt      | Lage  |                        |                                                    |                                                                                            |                      |
| 66 | | Metropolink part 14                                               | Kaiserstraße                    | Weststadt      | Lage  | 2017                   | Klone Yourself                                     | Hotel Central, nicht mehr vorhanden                                                        | [ 63 ]               |
| 67 | | Metropolink part 7                                                | Kaiserstraße 73                 | Weststadt      | Lage  | 2016                   | Robert Proch                                       |                                                                                            | [ 7 ] [ 1 ] [ 65 ]   |
| 68 | | Metropolink part 20                                               | Römerstraße 15/1                | Weststadt      | Lage  | 2016                   | Daniel Figueroa aka WESR                           |                                                                                            | [ 1 ] [ 65 ]         |
| 69 | | Electrical Box Heidelberg                                         | Dammweg 15                      | Wieblingen     | Lage  | 2010                   | Hombre Cose                                        |                                                                                            | [ 7 ] [ 66 ]         |
| 70 | Bild gesucht Die Wikipedia wünscht sich an dieser Stelle ein Bild vom hier behandelten Ort. Weitere Infos zum Motiv findest du vielleicht auf der Diskussionsseite . Falls du dabei helfen möchtest, erklärt die Anleitung , wie das geht. BW | Electrical Box Heidelberg                                         | Mannheimer Str. 256             | Wieblingen     | Lage  | 27. August 2024        |                                                    | nicht gefunden                                                                             | [ 7 ]                |